# Beatrix Theater

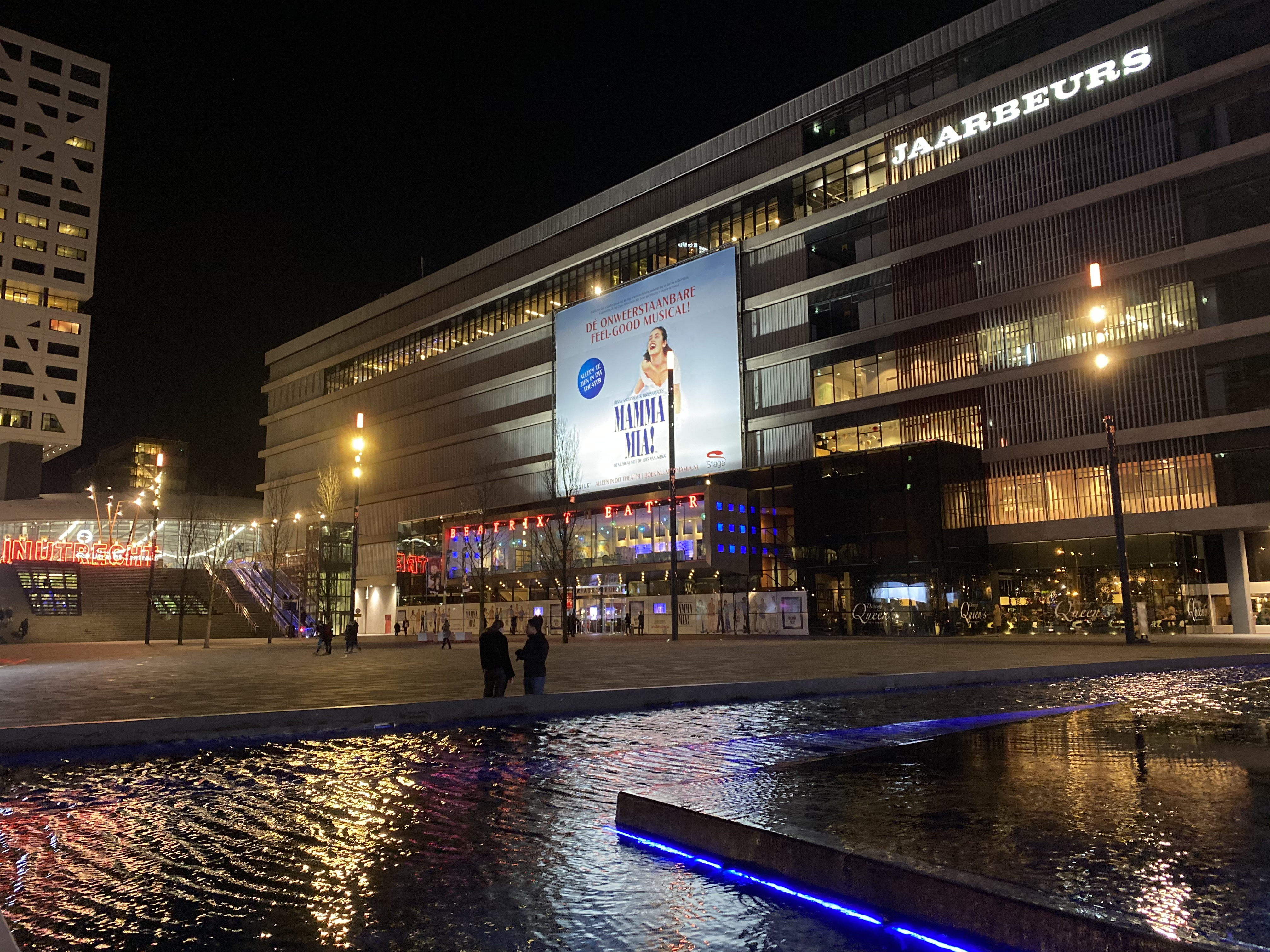
Beatrix Theater

Het Beatrix Theater is een theater- en congreszaal in Utrecht. Het gebouw is eigendom van de Utrechtse Jaarbeurs en het theatergedeelte is langdurig verhuurd aan Stage Entertainment Nederland
Het theater heeft nu ongeveer 1500 zitplaatsen en wordt vooral gebruikt voor musicals, concerten en andere theatervoorstellingen. Overdag kan de zaal gebruikt worden voor congressen en vergaderingen, al dan niet tezamen met de beursvloeren en handelsruimtes in het aangrenzende Beatrixgebouw.

## Geschiedenis
In 1970 werd het Beatrixgebouw, een ontwerp van architect Rein Fledderus, geopend met daarin een grote zaal voor 1100 personen.
Van de jaren '70 tot ongeveer de eeuwwisseling werd de naam  Jaarbeurs Congrescentrum gebruikt voor het gebouw en de inpandige zaal. 
In 1998 en 1999 werd de theater- en congreszaal en de gevel van het Beatrixgebouw aan de Jaarbeursplein-zijde ingrijpend verbouwd naar een ontwerp van architect Arno Meijs en kreeg toen 1130 stoelen. Ook in 2003 vond er een renovatie plaats.  Bij de opening van het theater onthulde Joop van den Ende het 4,5 meter hoge beeld Demasqué van Pépé Grégoire, dat bij de ingang staat.
Op 3 maart 2016 werd asbest in het achtergebouw gevonden. Dit moest eerst verwijderd worden voordat het theater weer kon worden gebruikt. Als gevolg hiervan werden de voorstellingen van de musical The Bodyguard afgelast totdat de werkzaamheden om het asbest te verwijderen afgerond waren. Ter compensatie hiervan werden extra voorstellingen geprogrammeerd. Ook de SGP-Jongerendag, die op 5 maart in het theater plaats zou vinden, kon daarom niet doorgaan en werd verplaatst naar het NBC congresgebouw in Nieuwegein.

## Musicals
Hieronder volgt een lijst van musicals die in het Beatrix Theater hebben gespeeld.
| Musical                                      | Bezoekersaantal | Première          | Laatste voorstelling | Bijzonderheden                                                                                           |
| -------------------------------------------- | --------------- | ----------------- | -------------------- | --- |
| Chicago                                      | 700.000         | 9 mei 1999        | 28 januari 2001      | |
| Saturday Night Fever                         | 400.000         | 24 juni 2001      | 23 februari 2003     | |
| Mamma Mia!                                   | 1.100.000       | 9 november 2003   | 12 februari 2006     | |
| The Wiz                                      | 600.000         | 9 september 2006  | 17 oktober 2007      | |
| Dirty Dancing                                | 750.000         | 9 maart 2008      | 4 juli 2009          | |
| Joseph and the Amazing Technicolor Dreamcoat | 650.000         | 23 september 2009 | 10 juli 2010         | Verlenging, oorspronkelijk tournee met première op 12 december 2008 in de Stadsschouwburg Utrecht        |
| We Will Rock You                             | 438.776         | 3 september 2010  | 30 augustus 2011     | |
| Miss Saigon                                  |                 | 23 september 2011 | 8 juli 2012          | |
| The Little Mermaid                           | -               | 5 september 2012  | 7 juli 2013          | Verlenging, oorspronkelijk tournee met première op 16 juni 2012 in het Nieuwe Luxor Theater in Rotterdam |
| Jersey Boys                                  | -               | 22 september 2013 | 27 juli 2014         | |
| Moeder, ik wil bij de Revue                  | -               | 21 september 2014 | 9 augustus 2015      | |
| The Bodyguard                                | 850.000         | 27 september 2015 | 16 juli 2017         | |
| On Your Feet!                                | -               | 29 oktober 2017   | 5 augustus 2018      | [ 8 ] |
| Mamma Mia!                                   | -               | 6 september 2018  | 29 december 2019     | Tweede uitvoering                                                                                        |
| Tina (musical)                               | -               | 9 februari 2020   | 19 februari 2023     | |
| The Bodyguard                                | -               | 2 april 2023      | 27 augustus 2023     | |
| Pretty Woman                                 | -               | 8 oktober 2023    | 26 mei 2024          | |
| Moulin Rouge!                                | -               | 19 september 2024 | -                    | |

Naast deze vaste producties speelden onder andere de musicals Copacabana, Jesus Christ Superstar en High School Musical voor een korte periode.